# Great Vengeance and Furious Fire
Albums de The Heavy
The House That Dirt Built
(2009)
Singles
Great Vengeance and Furious Fire est le premier album du groupe britannique de rock indépendant The Heavy.
Après dix années à tourner en Angleterre, The Heavy sortent leur premier album Great Vengeance and Furious Fire le 17 septembre 2007 au Royaume-Uni, le 29 octobre 2007 en France et le 8 avril 2008 aux États-Unis. Leur premier single, That Kind of Man, a été produit et mixé par Corin Dingley, le premier batteur du groupe, et sorti sur le label Don't Touch Recordings avant que Ninja Tune ne l'entende et ne signe le groupe rapidement.
Ils partent alors en tournée en Europe de l'Ouest et aux États-Unis, multipliant les concerts et les passages télé et radio. Ils sont remarqués en France aux Transmusicales de Rennes, par le magazine Télérama, Radio Nova, Le Grand Journal de Canal+ ou encore Manu Katché qui les programme dans l'émission One Shot Not sur Arte en avril 2008. Ils se distinguent au festival SXSW à Austin au Texas, au mois de mars 2008,.

## Liste des chansons
Toutes les chansons sont écrites et composées par The Heavy.
| 1.    | That Kind of Man        | 3:41 |
| 2.    | Colleen                 | 3:37 |
| 3.    | Set Me Free             | 3:37 |
| 4.    | You Don't Know          | 3:15 |
| 5.    | Girl                    | 2:48 |
| 6.    | Doing Fine              | 4:30 |
| 7.    | In the Morning          | 2:51 |
| 8.    | Brukpocket's Lament     | 2:52 |
| 9.    | Dignity                 | 2:38 |
| 10.   | Who Needs the Sunshine? | 4:09 |
| 33:48 |                         |      |